# Pholcidae
Famille
Les Pholcidae sont une famille d'araignées aranéomorphes.

## Distribution

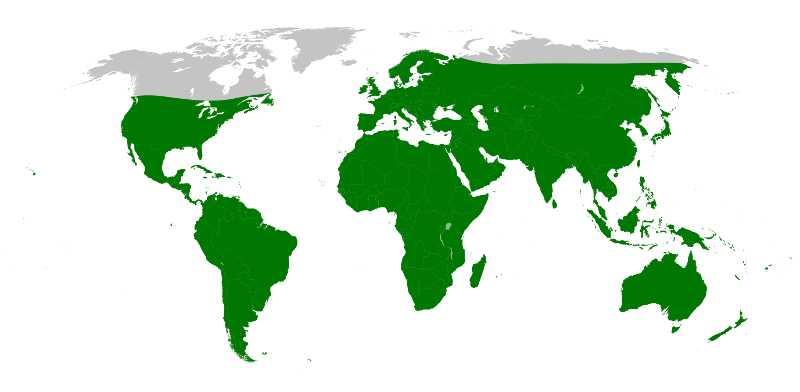
Distribution

Les espèces de cette famille se rencontrent sur toutes les terres sauf dans les pôles.

## Description

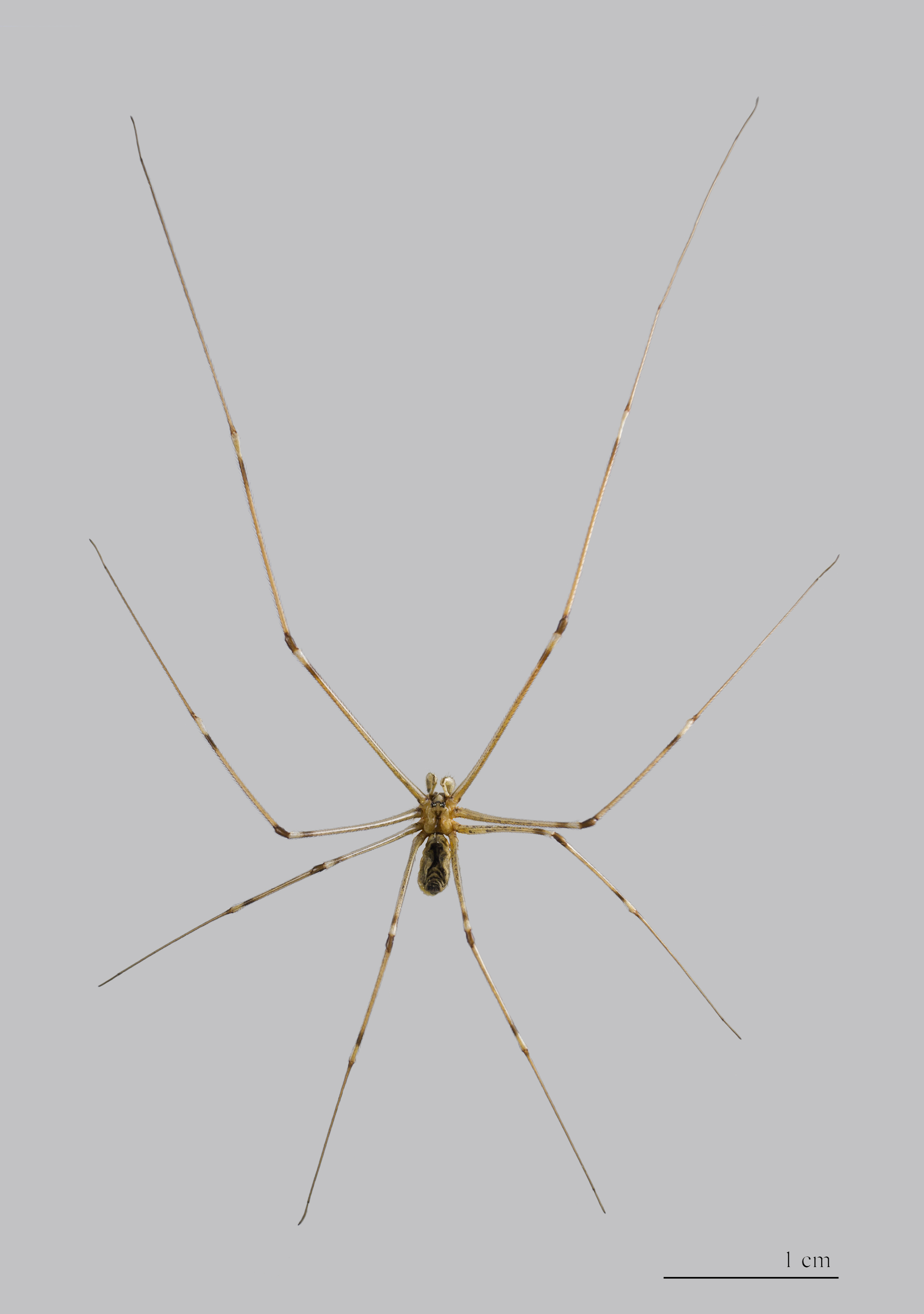
Holocnemus pluchei du muséum de Toulouse

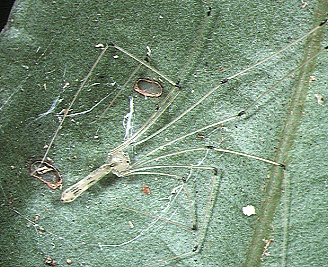
Leptopholcus tanikawai

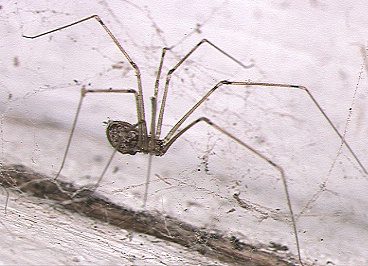
Physocyclus globosus

Elles ont de très longues pattes. Leur corps atteint de 2 à 10 mm de longueur, mais les pattes mesurent jusqu'à 50 mm. À cause de cet aspect, les Pholcidae sont souvent confondues avec les opilions ou faucheux, qui sont des arachnides mais pas des araignées, et avec les tipules ou cousins, qui sont des insectes diptères. Leurs toiles sont très irrégulières et en forme de nappe. Elles balancent leurs toiles lorsqu'on les dérange.
Ces araignées aiment les endroits chauds et se plaisent dans les habitations.

## Paléontologie
Cette famille est connue depuis le Paléogène.

## Liste des genres
Selon World Spider Catalog (version 23.5, 17/08/2022) :
- Aetana Huber, 2005
- Anansus Huber, 2007
- Anopsicus Chamberlin & Ivie, 1938
- Apokayana Huber, 2018
- Arenita Huber & Carvalho, 2019
- Arnapa Huber, 2019
- Artema Walckenaer, 1837
- Aucana Huber, 2000
- Aymaria Huber, 2000
- Belisana Thorell, 1898
- Blancoa Huber, 2000
- Boconita Huber, 2020
- Buitinga Huber, 2003
- Calapnita Simon, 1892
- Canaima Huber, 2000
- Cantikus Huber, 2018
- Carapoia González-Sponga, 1998
- Cenemus Saaristo, 2001
- Changminia Yao & Li, 2022
- Chibchea Huber, 2000
- Chisosa Huber, 2000
- Ciboneya Pérez, 2001
- Coryssocnemis Simon, 1893
- Crossopriza Simon, 1893
- Enetea Huber, 2000
- Galapa Huber, 2000
- Gertschiola Brignoli, 1981
- Giloloa Huber, 2019
- Guaranita Huber, 2000
- Hantu Huber, 2016
- Holocneminus Berland, 1942
- Holocnemus Simon, 1873
- Hoplopholcus Kulczyński, 1908
- Ibotyporanga Mello-Leitão, 1944
- Ixchela Huber, 2000
- Kairona Huber & Carvalho, 2019
- Kambiwa Huber, 2000
- Kelabita Huber, 2018
- Khorata Huber, 2005
- Kintaqa Huber, 2018
- Leptopholcus Simon, 1893
- Litoporus Simon, 1893
- Magana Huber, 2019
- Maghreba Huber, 2022
- Mecolaesthus Simon, 1893
- Meraha Huber, 2018
- Mesabolivar González-Sponga, 1998
- Metagonia Simon, 1893
- Micromerys Bradley, 1877
- Micropholcus Deeleman-Reinhold & Prinsen, 1987
- Modisimus Simon, 1893
- Muruta Huber, 2018
- Nerudia Huber, 2000
- Ninetis Simon, 1890
- Nipisa Huber, 2018
- Nita Huber & El-Hennawy, 2007
- Nyikoa Huber, 2007
- Ossinissa Dimitrov & Ribera, 2005
- Otavaloa Huber, 2000
- Paiwana Huber, 2018
- Panjange Deeleman-Reinhold & Deeleman, 1983
- Papiamenta Huber, 2000
- Paramicromerys Millot, 1946
- Pehrforsskalia Deeleman-Reinhold & van Harten, 2001
- Pemona Huber, 2019
- Pholcitrichocyclus Ceccolini & Cianferoni, 2022
- Pholcophora Banks, 1896
- Pholcus Walckenaer, 1805
- Physocyclus Simon, 1893
- Pinoquio Huber & Carvalho, 2022
- Pisaboa Huber, 2000
- Pomboa Huber, 2000
- Pribumia Huber, 2018
- Priscula Simon, 1893
- Psilochorus Simon, 1893
- Quamtana Huber, 2003
- Saciperere Huber & Carvalho, 2019
- Savarna Huber, 2005
- Smeringopina Kraus, 1957
- Smeringopus Simon, 1890
- Spermophora Hentz, 1841
- Spermophorides Wunderlich, 1992
- Stenosfemuraia González-Sponga, 1998
- Stygopholcus Kratochvíl, 1932
- Systenita Simon, 1893
- Tainonia Huber, 2000
- Tangguoa Yao & Li, 2021
- Teranga Huber, 2018
- Tibetia Zhang, Zhu & Song, 2006
- Tissahamia Huber, 2018
- Tolteca Huber, 2000
- Tupigea Huber, 2000
- Uthina Simon, 1893
- Wanniyala Huber & Benjamin, 2005
- Waunana Huber, 2000
- Wugigarra Huber, 2001
- Zatavua Huber, 2003

Selon World Spider Catalog (version 20.5, 2020) :
- † Paraspermophora Wunderlich, 2004
- † Serratochorus Wunderlich, 1988

## Systématique et taxinomie
Cette famille a été décrite par C. L. Koch en 1850.
Cette famille rassemble 1 896 espèces dans 97 genres.
Les Pholcidae sont divisés en 5 sous-familles:
- Ninetinae
- Arteminae
- Modisiminae
- Smeringopinae
- pholcinae

## Publication originale
- C. L. Koch, 1850 : Übersicht des Arachnidensystems. Nürnberg, vol. 5, p. 1-77 (texte intégral).